# Dino Fumaretto
Dino Fumaretto, eteronimo di Elia Billoni (Mantova, 11 marzo 1981), è un cantautore e musicista italiano.
(Elia Billoni)

## Biografia
Elia Billoni si presenta sempre al pubblico come amico e unico interprete ufficiale di Dino Fumaretto, autorizzazione datagli ufficialmente da Dino Fumaretto in persona, raccontato sempre come suo compaesano ma conosciuto a Roma nel 2005 e mai visto prima di quel momento. Tale versione dei fatti viene confermata anche dallo stesso Dino Fumaretto tramite interventi sul suo blog, visto che quest'ultimo non è mai apparso in pubblico..

## Carriera
L'esordio artistico avviene nel 2002, quando Dino Fumaretto inizia a comporre diversi scritti su un blog personale, che successivamente vengono incisi in brani di pochi minuti e raccolti in vari EP. Nel 2005 decide di pubblicare il suo primo album: Buchi. Da questo momento, in contemporanea alle registrazioni studio, l'autore dà vita a una vera e propria performance musicale/teatrale che vede la collaborazione di se stesso - ma nei panni di Elia Billoni - vero nome dell'autore, presentandosi come unico interprete ufficiale di Dino Fumaretto che di fatto è un personaggio immaginario. L'attività dal vivo inizia con delle aperture di artisti più noti, come quella, definita dallo stesso Fumaretto, “eccellente” fatta al concerto di Vinicio Capossela.  Nel marzo del 2010, esce il suo secondo album, con etichetta Trovarobato, “La vita è breve e spesso rimane sotto”. Il 21 agosto 2011 Dino Fumaretto annuncia, sul suo sito ufficiale, l'uscita del suo terzo album, sempre con etichetta Trovarobato, intitolato “Sono invecchiato di colpo”, realizzato con Nicola Cappelletti e altri musicisti. L'uscita è avvenuta nel febbraio 2012. Tra le persone che lo hanno influenzato Elia Billoni nomina Jim Morrison e Rupert Pasta.

## Gli eventi dal vivo
Come già accennato, l'artista si presenta al pubblico sempre con il suo vero nome: Elia Billoni. Le sue performance, che sono a metà fra un concerto musicale e uno show teatrale, percorrono la vita di Dino Fumaretto, scrittore dei testi narrati e cantati dallo stesso Elia. Insieme alle canzoni vengono quindi raccontati i periodi della vita di Dino Fumaretto, sempre avvolti da un'atmosfera di cinismo, di angoscia ma anche ironia e sarcasmo. Durante l'evento l'artista si rivolge al pubblico, dando per scontato che esso partecipi non solo per ascoltare le canzoni ma anche per conoscere la vita di Dino Fumaretto, Il quale scrive i suoi pezzi sempre quando è in uno stato depressivo o drammatico, raccontando momenti della sua vita che lo hanno sensibilizzato emotivamente, ma anche osservazioni sulla società attuale. Elia Billoni però afferma che Dino dopo aver letto il pezzo scritto tende ad alleggerirlo, e lo affida alla simpatia dello stesso Elia per evidenziare l'ironia nascosta fra le parole. Nonostante questo però Elia tiene a precisare che tutte le canzoni sono estremamente serie.

## Evoluzione artistica

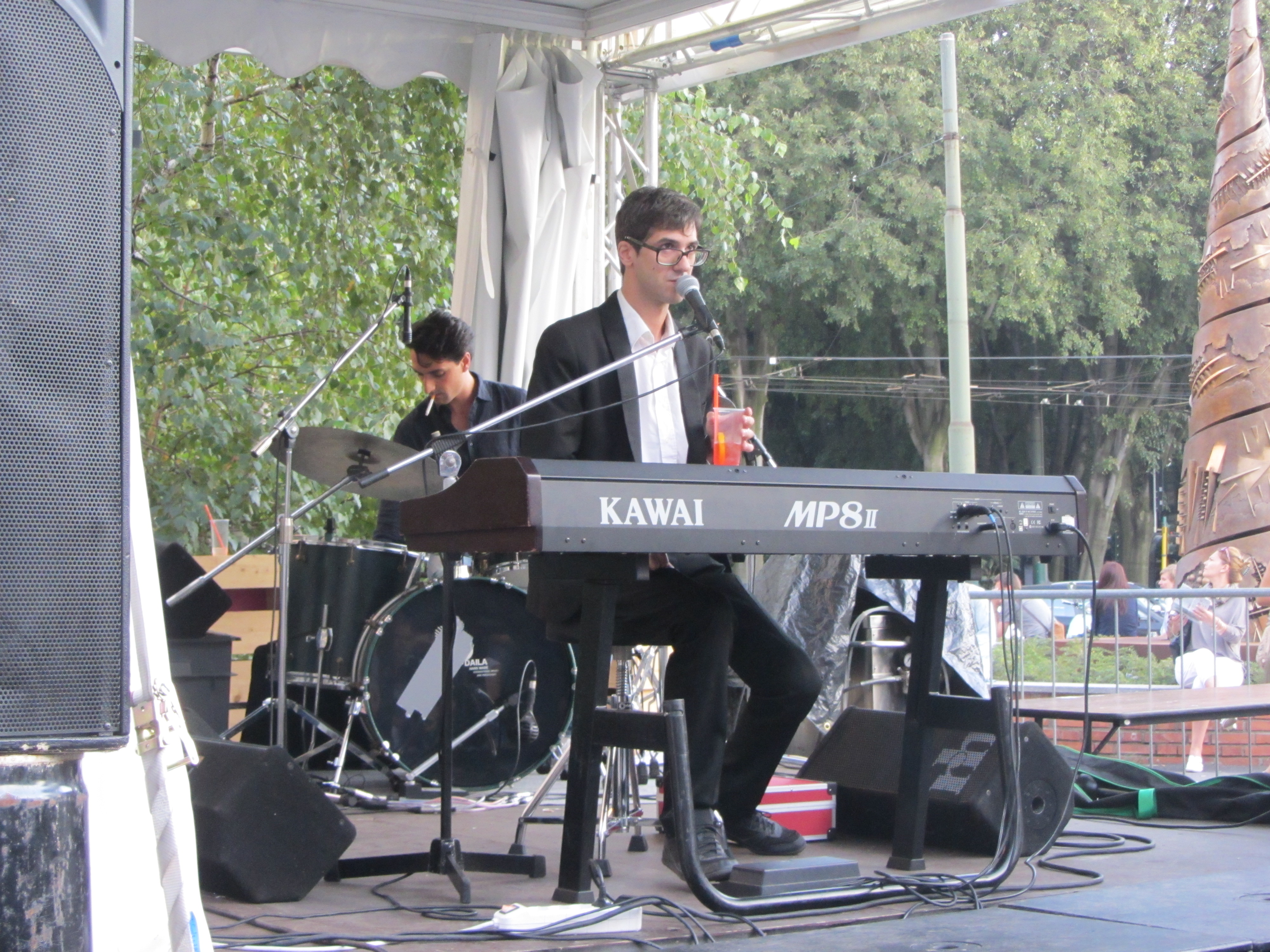
Elia Billoni (con dietro Samuele Bucelli) al Milano Film Festival 2012

Dal debutto, canzoni di solo pianoforte e voce accompagnate da esibizioni dal vivo caratterizzate da un unico interprete, la musica e gli show di Dino Fumaretto si allargano ad altri interpreti. Con l'uscita dell'ultimo album "Sono invecchiato di colpo", realizzato infatti con la collaborazione di Nicola Cappelletti e altri artisti, tra cui Iosonouncane, anche gli spettacoli dal vivo vedono la presenza di tre interpreti, e non più uno solo. Oltre ai nuovi pezzi (sempre scritti unicamente da Dino Fumaretto), vengono presentati anche pezzi dei primi album, con nuovi arrangiamenti (arrangiamenti ri-eseguiti dal vivo dai tre interpreti Billoni, Bucelli e Cappelletti). Lo spettacolo infine, pur mantenendo sempre un rapporto di dialogo con il pubblico, è meno intimo e sono minori i riferimenti allo stato d'animo di Dino Fumaretto; rimangono invece i riferimenti alla vita e aneddoti descritti nelle canzoni del nuovo album.

## Discografia[12]

### Album
- 2006 – Buchi (autoprodotto)
- 2010 – La vita è breve e spesso rimane sotto (Trovarobato)
- 2012 – Sono invecchiato di colpo (Trovarobato)
- 2019 – Coma (Trovarobato)

### EP
- 2003 – I periodi
- 2003 – L\
- 2003 – Titolo da decidere
- 2004 – Congiuntivitico
- 2004 – Mappa finale
- 2005 – Innocuo sogno di rivolta
- 2009 – Pitocco
- 2015 – Sotto Assedio

## Premi
- Nel settembre 2010 ha vinto il Premio Isabella D'Este per il miglior progetto di teatro canzone.[13]
- Nel maggio 2011 ha ottenuto la Menzione speciale alla seconda edizione del concorso Musica da Bere.[14]
- Il 12 agosto 2011 a Breno (BS) riceve il premio Targa Bigi Barbieri al festival Dallo sciamano allo showman[15]